# Condado de Covadonga

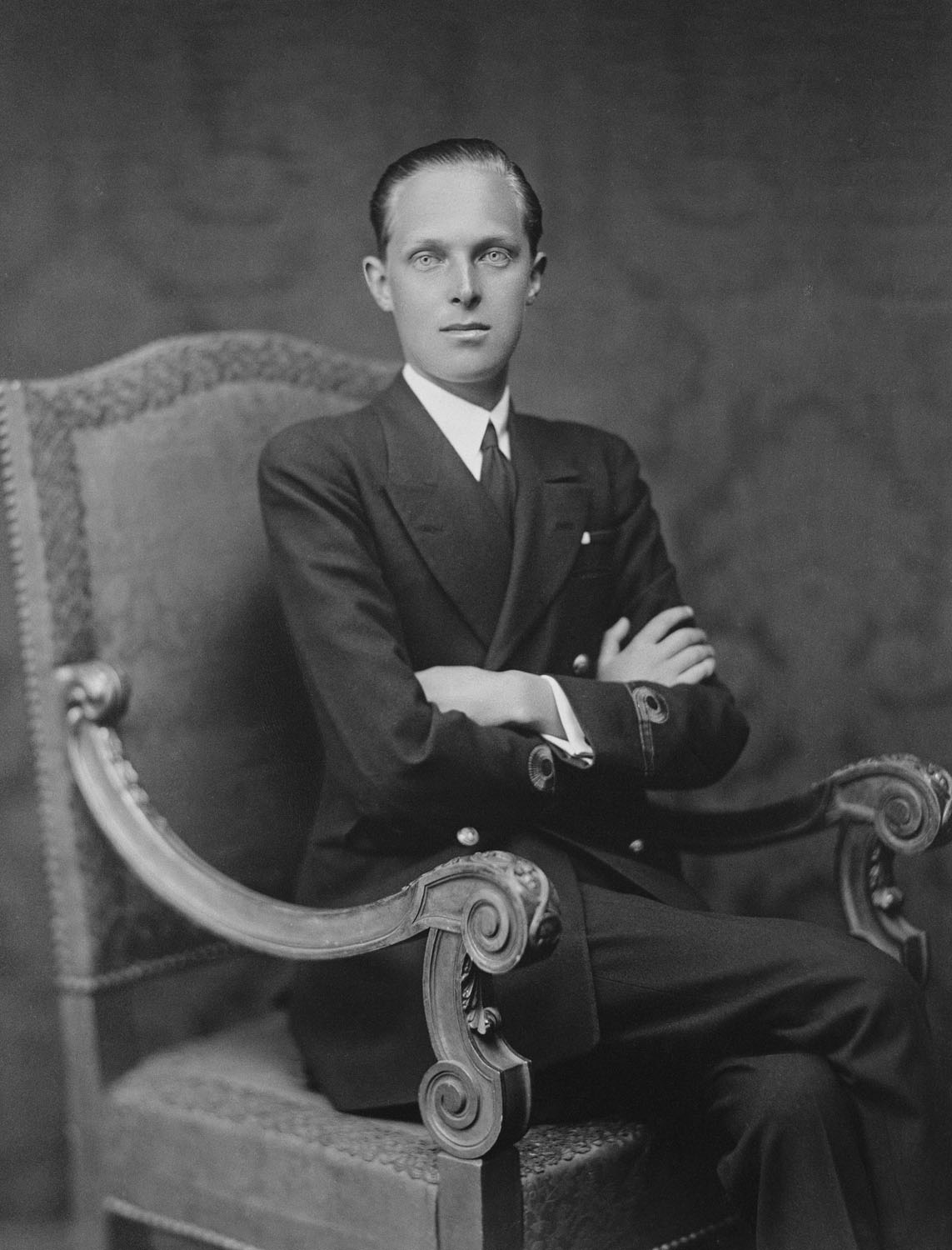
Alfonso de Borbón y Battenberg, príncipe de Asturias, conde de Covadonga.

El condado de Covadonga es un título de la Casa Real cuyo uso fue autorizado el 11 de junio de 1933 por el rey Alfonso XIII en el exilio para su hijo Alfonso de Borbón y Battenberg. Al ser un título de la Casa Real, se concedió con carácter vitalicio. Su nombre se refiere al Real Sitio de Covadonga.

## Antecedentes
Alfonso de Borbón y Battenberg era el primer hijo del rey Alfonso XIII y de su esposa, la reina Victoria Eugenia, y por tanto, príncipe de Asturias.
El príncipe heredero, aquejado de hemofilia, renunció a los derechos sucesorios al trono de España para casarse con la cubana Edelmira Sampedro y Robato de quién se divorció más tarde, volviéndose a casar con otra cubana, Marta Esther Rocafort y Altuzarra. De ninguno de estos matrimonios hubo descendencia.

## Condes de Covadonga
|                           | Titular                        | Periodo                   |
| Creación por Alfonso XIII | Creación por Alfonso XIII      | Creación por Alfonso XIII |
| ------------------------- | ------------------------------ | ------------------------- |
| i                         | Alfonso de Borbón y Battenberg | 1933-1938                 |
| Único titular             |                                |                           |

## Historia de los condes de Covadonga
- Alfonso de Borbón y Battenberg (1907-1938), i conde de Covadonga.

1. Casó eclesiásticamente con Edelmira Sampedro y Robato (1906-1994), mientras estaba convaleciendo y en tratamiento en una clínica suiza. Como ella no pertenecía a ninguna familia real, requisito que debía cumplirse según la Pragmática Sanción de Carlos III, que regulaba los matrimonios de la Familia Real para no perder los derechos de sucesión al trono, su familia le retiró su apoyo y medios. Por ello, y a petición de su padre, el príncipe Alfonso renunció a sus derechos sucesorios por escrito en Lausana el 11 de junio de 1933, y desde entonces utilizó el título de conde de Covadonga. Se casó con Edelmira en la Iglesia del Sagrado Corazón de Ouchy, junto a Lausana, el 21 de junio de 1933. Edelmira era hija de Pablo Sampedro y Ocejo (natural de Matienzo, Cantabria), propietario de una plantación de caña de azúcar, y de Edelmira Robato y Turro, de origen asturiano. No tuvieron descendencia. Alfonso y Edelmira terminaron divorciándose en La Habana el 8 de mayo de 1937.[4]
2. Casó civilmente, en la Embajada de España de La Habana el 3 de julio de 1937, con Marta Esther Rocafort y Altuzarra (1913-1993), también de nacionalidad cubana. Marta Esther era hija de Blas Manuel Rocafort y González, odontólogo, y de Rogelia Altuzarra y Carbonell. Alfonso y su segunda mujer se divorciaron en la ciudad de La Habana el 8 de enero de 1938. No tuvo hijos de su segundo matrimonio.